# Lac Rotama
Le lac Rotama est un lac situé à Rotorua, sur l'Île du Nord de la Nouvelle-Zélande.